# سیارک ۲۵۴۹۵
سیارک ۲۵۴۹۵ (به انگلیسی: 25495 Michaelroddy، نامگذاری:1999XW86) بیست و پنج هزار و چهارصد و نود و پنجمین سیارک کشف شده‌است که در ۷ دسامبر ۱۹۹۹ کشف شد.
قدر مطلق سیارک برابر ۱۹.۵ است.